# Die Hand Die Verletzt (The X-Files)
«Die Hand Die Verletzt» es el decimocuarto episodio de la segunda temporada de la serie de televisión de ciencia ficción The X-Files. Se estrenó en la cadena Fox el 27 de enero de 1995. Fue escrito por Glen Morgan y James Wong, dirigido por Kim Manners, y contó con apariciones especiales de Susan Blommaert, Dan Butler y Heather McComb. El episodio es una historia del «monstruo de la semana», desconectada de la mitología más amplia de la serie. «Die Hand Die Verletzt» obtuvo una calificación Nielsen de 10,7, siendo visto por 10,2 millones de hogares en su transmisión inicial. El episodio recibió críticas positivas y muchos críticos elogiaron su escritura. El título se traduce del alemán como «la mano que hiere».
La serie se centra en los agentes especiales del FBI Fox Mulder (David Duchovny) y Dana Scully (Gillian Anderson) que trabajan en casos relacionados con lo paranormal, llamados espedientes X. En este episodio, Mulder y Scully son llamados a Milford Haven, Nuevo Hampshire, para investigar la muerte de un adolescente que parece haber muerto durante algún tipo de ritual oculto. Como resultado de su llegada a la ciudad, algunos profesores de la escuela secundaria local, que fueron criados como miembros de un culto satánico secreto pero cuyo celo ha disminuido, deciden que deben tomar medidas para ocultar sus actividades pasadas. Las cosas se complican aún más cuando el diablo parece haber decidido interferir personalmente.
«Die Hand Die Verletzt» utiliza a los adoradores del demonio retirados como una forma de parodiar a los seguidores insinceros de las religiones principales. Cuando se enfrentan a pruebas de las afirmaciones de su religión, los profesores de la escuela se preocupan principalmente por cómo sus obligaciones podrían afectar sus vidas seculares, y varios están asustados o molestos por la perspectiva de tener que volverse devotos. Este fue el último episodio escrito por Morgan y Wong antes de salir para crear Space: Above and Beyond. Decidieron agregar varios chistes internos con el equipo creativo de The X-Files. El episodio tiene varias escenas que involucran animales, cada una filmada con criaturas vivas. En una de esas escenas llueven ranas del cielo. Se ha citado al actor Dan Butler aterrorizado por una anaconda utilizada durante una escena.

## Argumento
En la ciudad ficticia de Milford Haven, Nuevo Hampshire, un grupo de profesores de secundaria se reúnen para discutir varios eventos sociales. Los adultos inicialmente parecen ser socialmente conservadores, debatiendo la idoneidad de dejar que los estudiantes interpreten Jesus Christ Superstar. Sin embargo, cuando el grupo termina la reunión con una oración, recitan un canto satánico.
Más tarde, un grupo de estudiantes sale al bosque por la noche a jugar con magia negra, un intento de «ligar» por parte de los chicos del grupo. El experimento hace que sucedan cosas inexplicables, lo que hace que todos menos uno de los adolescentes huyan. El cuerpo mutilado del adolescente restante se descubre al día siguiente, lo que lleva a Fox Mulder (David Duchovny) y Dana Scully (Gillian Anderson) a investigar. Los lugareños, incluidos los satanistas, afirman que los adolescentes han desatado una fuerza demoníaca con sus rituales; una teoría a la que se da validez por sucesos extraños, como ranas que caen del cielo y agua en la fuente de agua potable que se drena en sentido contrario a las agujas del reloj, contrario al efecto Coriolis. Desconocido para los agentes, la maestra suplente, la Sra. Phyllis Paddock (Susan Blommaert), está detrás del asesinato, manteniendo los ojos y el corazón de la víctima en su escritorio. Uno de los miembros de la facultad, Jim Ausbury (Dan Butler), sospecha que uno de los otros satanistas mató al chico, pero creen que fue una fuerza externa.
Mientras diseca el feto de un cerdo en la clase de ciencias, la hijastra de Ausbury, Shannon (Heather McComb), sufre una crisis nerviosa cuando alucina que el cadáver está vivo. Al reunirse con Mulder y Scully, Shannon les dice entre lágrimas que Ausbury y los otros satanistas la violaron y la embarazaron repetidamente durante sus rituales, sacrificando a sus bebés. Ausbury, sorprendido, niega las acusaciones. Shannon se queda después de la escuela para retomar su tarea de diseccionar el cerdo. Paddock toma su brazalete y lo usa como parte de un hechizo que hace que Shannon se corte las venas. Cuando Ausbury se entera de que los satanistas planean utilizar a Shannon como chivo expiatorio, admite la existencia de la secta ante Mulder. Confirma que los rituales sucedieron mientras Shannon estaba presente, pero insiste en que la exposición a la cobertura mediática sensacionalista la llevó a «recordar» el abuso sexual. Mientras tanto, Scully investiga a Paddock y descubre que nadie sabe nada sobre ella o sus antecedentes. Durante un apagón repentino, Paddock roba el bolígrafo de Scully y lo usa para hacerse pasar por ella en una llamada a Mulder, fingiendo estar en problemas. Mulder esposa a Ausbury en el sótano para evitar su posible escape y luego se va para ayudar a Scully. Poco después, aparece una serpiente gigante, controlada por Paddock, y devora a Ausbury.
Mulder descubre que Scully nunca lo llamó. Los dos encuentran a Paddock aparentemente atacada por los satanistas restantes y van a buscarlos. Los satanistas capturan a los dos agentes, convencidos de que deben realizar un sacrificio para recuperar el favor del Diablo y compensar su fe diluida antes de que sea demasiado tarde. Cuando están a punto de matar a Mulder y Scully, Paddock hace que se suiciden, lo que confirma que su intento fue demasiado tarde. Los agentes escapan de sus ataduras y encuentran a Paddock desaparecida, con solo un mensaje de despedida en la pizarra que dice: «Adiós. Fue agradable trabajar con ustedes».

## Producción

### Escritura
| Fue un guion divertido que giró noventa grados cuando la chica sufrió un colapso emocional. De repente se convirtió en un episodio inquietante, oscuro y espeluznante. Fue en la época de Glen y Jim, y tuvimos una gran actuación por parte de las estrellas invitadas. Un episodio realmente bueno y sólido que realmente se desvió un poco más hacia el género de terror. Pero funcionó debido a Mulder y Scully. —Chris Carter sobre el episodio |

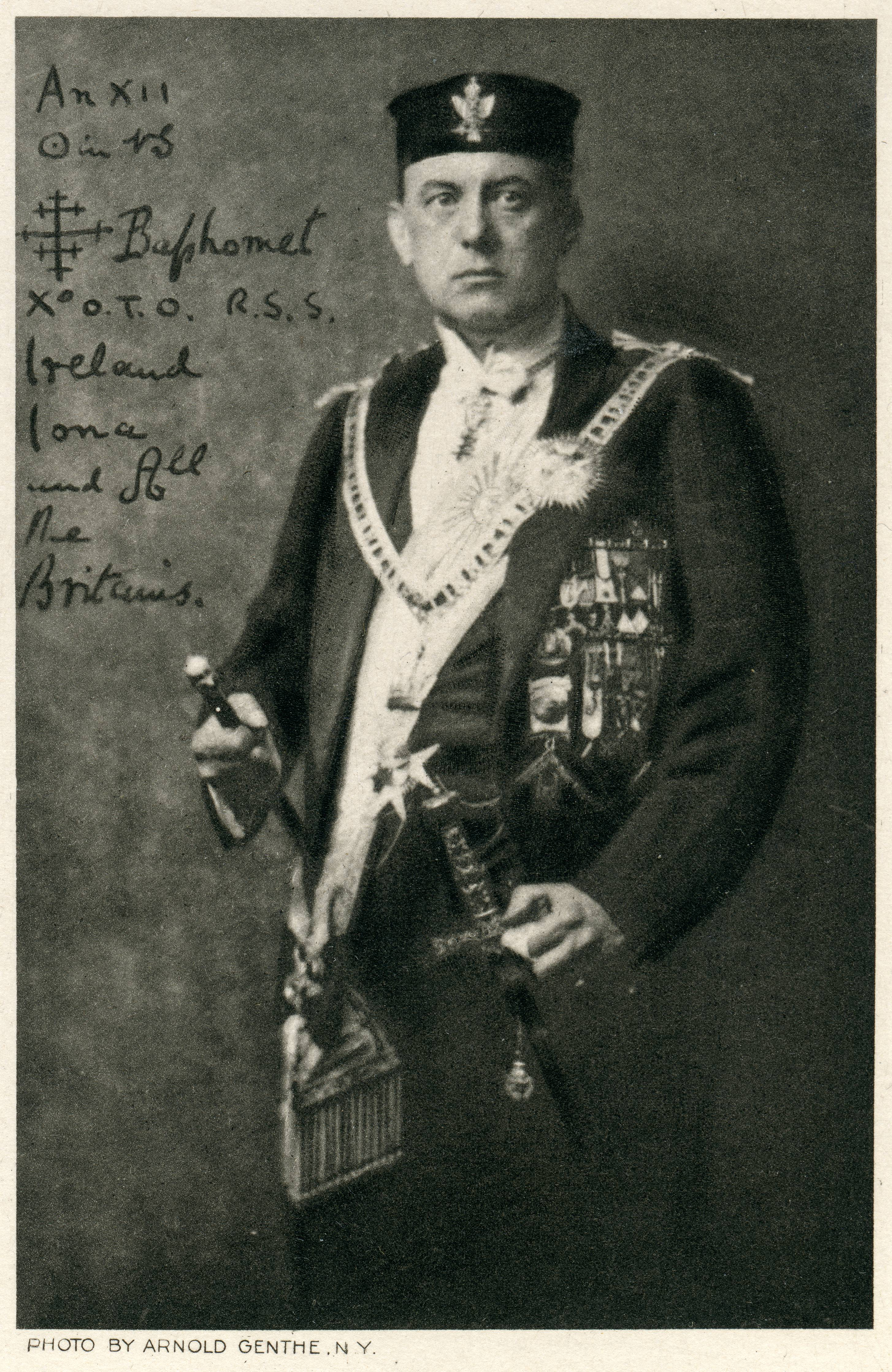
La escuela secundaria en el episodio fue llamada así por Aleister Crowley.

«Die Hand Die Verletzt», que fue escrito por los coproductores ejecutivos Glen Morgan y James Wong, se basó en la idea de Morgan de presentar a una serpiente devorando a un hombre en un episodio. Morgan y el coguionista James Wong abandonaron la serie después de este episodio para producir la serie de Fox Space: Above and Beyond. La línea escrita por la Sra. Paddock en una pizarra al final del episodio, «fue agradable trabajar con ustedes», también actuó como un adiós al equipo de la serie. Los dos volvieron más tarde al programa en la cuarta temporada.
El creador de la serie, Chris Carter, describió el episodio como «una historia de advertencia sobre jugar con fuego, jugar con cosas más grandes y peores de lo que puedas imaginar». En una entrevista, también elogió los tonos deliberadamente discordantes de la entrada, señalando que comienza casi cómico, con la Asociación de padres de alumnos diciendo las oraciones satánicas y los sapos llovían desde los cielos. Sin embargo, a medida que avanza, se vuelve cada vez más oscuro.
Algunos de los nombres usados en este episodio son de la cultura popular o referencias internas de algún tipo. La «Escuela Secundaria Crowley», el escenario de la mayor parte de la acción, se refiere al ocultista británico Aleister Crowley. El nombre de la Sra. Paddock se basó en el demonio sapo Paddock en la primera escena de la obra Macbeth de Shakespeare. Los nombres de los personajes Deborah Brown y Paul Vitaris se basaron en fanáticos de la serie que estaban activos en Internet. De hecho, la inspiración para Vitaris fue una crítica y revisora de Cinefantastique llamada Paula Vitaris. El título del episodio significa «La mano que hiere» en alemán. El título está tomado de una parte de la oración que se dice al principio, que en su totalidad es «Sein ist die hand, die verletzt», que significa «Suya es la mano que hiere».

### Dirección y rodaje
«Die Hand Die Verletzt» fue dirigido por Kim Manners, convirtiéndola en su primera contribución a la serie. (Manners llegaría a ser un director prolífico, que dirigió muchos de los episodios de la serie). Originalmente, se suponía que otro director dirigiría este episodio, pero los planes fracasaron y se contrató a Manners. Los productores del programa inicialmente estaban preocupados por traer a Manners a bordo, ya que el director se suscribió a la filosofía de Stephen J. Cannell, quien creía firmemente que los escritores y directores deberían trabajar juntos para elegir personajes, seleccionar lugares de filmación y filmar episodios. Según Morgan, muchos en ese momento creen que esta escuela de pensamiento era «un tipo menor» de dirección. Sin embargo, Morgan fue un defensor de Manners, y finalmente aseguró su posición en el episodio.
Mientras que ranas falsas fueron consideradas para la escena en la que caen del cielo, los productores decidieron utilizar ranas reales en su lugar, caídas desde una distancia corta. Según Carter, «las falsas se parecían muy poco y no saltaban después». Como tal, trajeron ranas reales y las arrojaron sobre los actores desde una distancia corta, y se emplearon ángulos de cámara para que pareciera que caían desde mucho más alto. Rodar la escena en la que la serpiente baja las escaleras resultó ser un desafío, ya que la criatura seguía cayendo al suelo después de deslizarse por los escalones. El actor Dan Butler estaba aterrorizado por el animal y no podía hablar mientras filmaba la escena en el sótano. Sin embargo, la ofidiofobia de Butler tenía un lado positivo: el departamento de arte del programa no necesitaba aplicarle sudor falso en la cara.

## Temas
Robert Shearman y Lars Pearson, en su libro Wanting to Believe: A Critical Guide to The X-Files, Millennium & The Lone Gunmen, propusieron que el episodio es una parodia de la religión organizada, más específicamente de aquellos que siguen una religión, pero solo pagan por palabrería. Los dos argumentan que la broma principal en el episodio es «ver la forma en que la fe religiosa se ha diluido tanto y no se ha hecho más que palabrería, sus rituales y doctrinas se han reinterpretado para que solo se adhiera a lo que es cómodo». Esta parodia, sin embargo, se invierte: los seguidores que hablan palabrería en «Die Hand Die Verletzt» no son cristianos estereotipados, sino adoradores del diablo. Shearman y Pearson comparan a la Sra. Paddock, que el episodio insinúa que es la encarnación del diablo, que viene a Milford Haven, Nuevo Hampshire, para juzgar a sus seguidores de San Pablo, «regresando y criticando a todos los cristianos de buen tiempo que solo afirman su fe a su propia conveniencia».
Emily VanDerWerff de The A.V. Club notó el motivo recurrente de las puertas. Destacó varios ejemplos, como la luz que emanaba detrás de la puerta al comienzo del episodio, la puerta en la que la Sra. Paddock se esconde cuando mata personas y la puerta del sótano del Sr. Ausbury en el que se llevaron a cabo los rituales satánicos, señalando que «existe toda la noción de abrir una puerta a otro mundo y dejar que un antiguo mal entre en el nuestro».

## Recepción

### Audiencia
«Die Hand Die Verletzt» se estrenó en la cadena Fox el 27 de enero de 1995. El episodio obtuvo una calificación Nielsen de 10,7, con una participación de 18. Las calificaciones Nielsen son sistemas de medición de audiencia que determinan el tamaño de la audiencia y la composición de la programación televisiva en los EE. UU. Esto significa que aproximadamente el 10,7 por ciento de todos los hogares equipados con televisión y el 18 por ciento de los hogares que miraban televisión estaban viendo el episodio. Fue visto por 10,2 millones de hogares  y más de 17,7 millones de espectadores.

### Reseñas
«Die Hand Die Verletzt» recibió elogios tempranos de la crítica. Entertainment Weekly le dio a «Die Hand Die Verletzt» una «A–», y señaló que, en el episodio, «Mulder y Scully se hacen a un lado en gran medida en este esfuerzo loco y malvado repleto de imágenes impresionantes y comentarios irónicos». La revista elogió la actuación de Blommaert, llamándola «jugosamente diabólica». Paul Cornell, Martin Day, y Keith Topping, en su libro X-Treme Possibilities, dieron al episodio críticas en su mayoría positivas, aunque criticaron el final. Day aplaudió los temas del episodio de «pérdida de fe [...] abuso ritual [y] recuerdos reprimidos», junto con las «grandes escenas» y los giros de la trama. Sin embargo, criticó un poco que el episodio no tuvo una conclusión sólida y que la identidad de la Sra. Paddock nunca fue revelada. Cornell fue aún más crítico sobre la falta de cierre, calificándolo de «una gran pregunta sin respuesta» y «muy preocupante en un programa que se preocupa por ver la verdad». Sin embargo, él también fue elogioso con las piezas del set, llamándolas «maravillosas».
Las reseñas posteriores también fueron en línea con las iniciales. Emily VanDerWerff le dio al episodio una «A» y lo llamó «un buen ejemplo de que el programa se dirige en una dirección diferente pero aún se siente en gran medida como el mismo programa». Elogió el episodio por ser «divertido [y] espeluznante». VanDerWerff también elogió la escena final y señaló que «es raro que Mulder y Scully se interpreten por completo, pero lo hacen aquí, y hace que el episodio sea una broma de mal gusto aún mejor». En última instancia, elogió el «enfermo sentido del humor», la «absoluta izquierda que se convierte en una oscuridad demente» y «las horribles imágenes». Shearman y Pearson otorgaron al episodio cinco estrellas de cinco, citando la presunción «muy buena» sobre la religión organizada, el humor y las «grandes piezas». como factores positivos.
Nick De Semlyen y James White de Empire lo nombraron el cuarto episodio «más grande» de la serie y lo describieron como un «episodio completamente oscuro y espeluznante». Katie Anderson de Cinefantastique nombró la escena en la que Shannon comienza a alucinar que el feto de cerdo que está diseccionando está vivo y gritando el quinto «Momento más aterrador» en The X-Files. Connie Ogle de PopMatters clasificó a los miembros de la Asociación de Padres y Maestros Satánicos como algunos de los «mejores» monstruos de la semana, y escribió: «No querrás cruzarte con los maestros adoradores de Satanás en esta escuela secundaria, pero hay más fuerzas del mal vengativas para desagradar».
C. Eugene Emery, Jr. escribió en Skeptical Inquirer que: «En una escena, Mulder expresó su asombro por el movimiento en sentido contrario a las agujas del reloj del agua que drenaba de una fuente. Dijo que el movimiento del agua debería ser en el sentido de las agujas del reloj debido al efecto de la La fuerza de Coriolis en el área. Los escritores presentaron datos científicos incorrectos, ya que era normal que el agua se drenara con ese movimiento. ¿Fue un error honesto o fue un intento deliberado de asustar a los espectadores?».